# 9 Armia (Cesarstwo Niemieckie)
9 Armia  (niem. 9. Armee)  – związek operacyjny Armii Cesarstwa Niemieckiego. 
Latem 1914 rozwinięto w Niemczech do etatów wojennych związki operacyjne (armie). We wrześniu zorganizowano 9 Armię Polową i wysłano ją do walk na froncie wschodnim.
30 lipca 1916 rozwiązano 9 Armię, ale już 19 września odtworzono ją na froncie zachodniobałkańskim. Walczyła w Rumunii aż do 19 czerwca 1918. Potem została przerzucona na front zachodni i tam 1 września rozwiązana.

## Struktura organizacyjna
Skład od września 1914 do 20 IX 1915:
- dowództwo armii
- III Rezerwowy Korpus Armijny
- Korpus Rezerwowy Gwardii
- XI Korpus Armijny
- XX Korpus Armijny[b]
- I Rezerwowy Korpus Armijny
- XXV Rezerwowy Korpus Armijny